# Christopher Beckmann
Christopher Beckmann (* 9. Oktober 1986 in Albany, New York) ist ein ehemaliger US-amerikanischer Skirennläufer. Er zählte zu den stärksten Abfahrtsläufern im Nor-Am Cup, blieb im Weltcup aber ohne Punkte. 2006 wurde er Juniorenweltmeister in der Abfahrt.

## Biografie
Christopher Beckmann wuchs in Altamont auf und erlernte im nahegelegenen Skigebiet Maple Ridge bei Schenectady das Skifahren. Später zog er nach Guilderland, wo er 2004 die High School abschloss. Beckmann nahm im Januar 2002 erstmals an FIS-Rennen teil und startete ab Februar 2003 im Nor-Am Cup. Der Durchbruch gelang ihm im Winter 2003/04, als er zunächst sein erstes FIS-Rennen gewann, anschließend den sechsten Platz in der Abfahrt der Juniorenweltmeisterschaften 2004 in Maribor erzielte und schließlich am 26. Februar die Nor-Am-Cup-Abfahrt am Big Mountain gewann. In der Saison 2004/05 blieb er im Nor-Am Cup zwar ohne Podestplatz, verbesserte sich aber in der Abfahrtswertung um zwei Plätze auf Rang acht. Bei den Juniorenweltmeisterschaften 2005 in Bardonecchia gewann er hinter dem Slowenen Rok Perko die Silbermedaille in der Abfahrt.
Zu Beginn der Saison 2005/06 bestritt Christopher Beckmann seine ersten beiden Weltcupabfahrten. Mit den Plätzen 53 in Lake Louise und 41 in Beaver Creek landete er aber jeweils nur an achtletzter Position. Im Nor-Am Cup konnte er hingegen die Abfahrt von Lake Louise gewinnen und mit zwei weiteren Podestplätzen in der Saison 2005/06 hinter seinem Landsmann Jake Zamansky den zweiten Rang in der Abfahrtswertung erzielen. Bei den Juniorenweltmeisterschaften 2006 in Québec gewann er mit einem Vorsprung von fast drei Zehntelsekunden auf den Österreicher Romed Baumann die Goldmedaille in der Abfahrt. Zudem wurde er Fünfter im Super-G. Durch seinen Juniorenweltmeistertitel hatte er auch die Möglichkeit in der Abfahrt beim Weltcupfinale in Åre zu starten. Er konnte sich jedoch mit den weltbesten Abfahrern nicht messen und kam mit über vier Sekunden nur als 19. und Letzter ins Ziel.
In der Saison 2006/07 nahm Beckmann an weiteren drei Weltcupabfahrten teil, doch obwohl er im Nor-Am Cup zu den stärksten Abfahrern zählte, erzielte er im Weltcup keine ansprechenden Resultate. Mit den Plätzen 56 in Lake Louise und 46 in Beaver Creek landete er zweimal nur unter den letzten sieben, lediglich in Val-d’Isère ließ er als 41. 20 Läufer hinter sich. Für weitere Weltcupstarts konnte er sich mit diesen Ergebnisse nicht empfehlen. Nach Januar 2007 kam er in keinen Weltcuprennen mehr zum Einsatz. Im Nor-Am Cup war Beckmanns bestes Ergebnis in der Saison 2006/07 der dritte Platz in der ersten Abfahrt von Lake Louise, im Gesamtklassement wurde er Sechster. Im Super-G fuhr er zweimal unter die besten zehn und erreichte damit erstmals auch in dieser Disziplinenwertung die Top 10. Im folgenden Winter war wiederum ein dritter Platz in der zweiten Abfahrt von Lake Louise Beckmanns bestes Ergebnis und wieder erreichte er den sechsten Platz in der Abfahrtswertung. Im März 2008 erzielte er mit dem dritten Rang in der Abfahrt sein bestes Ergebnis bei den US-amerikanischen Meisterschaften.
Bereits ab Januar 2005 war Beckmann auch im Europacup gestartet, fuhr anfangs aber nur selten in die Punkteränge. Dies änderte sich im Januar 2008, als er in Sarntal/Reinswald zunächst den neunten Platz in der Abfahrt erzielte und zwei Tage später den Super-G gewann. Weitere sechs Tage später erzielte er in der EC-Abfahrt von Chamonix den siebenten Platz. Diese Ergebnisse konnte er aber danach nicht mehr wiederholen. Im Nor-Am Cup blieb Beckmann weiterhin auf seinem Niveau. In der Saison 2008/09 fuhr er in der Abfahrt und im Super-G jeweils zweimal unter die besten fünf, wurde Vierter in der Abfahrtswertung und Fünfter im Super-G-Klassement. In seiner letzten Saison 2009/10 erreichte er mit Platz drei in der zweiten Abfahrt von Lake Louise wieder einen Podestplatz und kam in der Disziplinenwertung auf Rang sechs. Im Super-G hingegen gewann er nur wenige Punkte und fiel weit zurück. Beckmanns letztes Rennen war die US-amerikanische Abfahrtsmeisterschaft am 27. Februar 2010, bei der er als viertbester US-Amerikaner den fünften Platz belegte.

## Erfolge

### Weltcup
- Eine Platzierung unter den besten 20, jedoch keine Weltcuppunkte

### Nor-Am Cup
- Saison 2003/04: 10. Abfahrtswertung
- Saison 2004/05: 8. Abfahrtswertung
- Saison 2005/06: 2. Abfahrtswertung
- Saison 2006/07: 6. Abfahrtswertung, 10. Super-G-Wertung
- Saison 2007/08: 6. Abfahrtswertung
- Saison 2008/09: 4. Abfahrtswertung, 5. Super-G-Wertung
- Saison 2009/10: 6. Abfahrtswertung

Sieben Podestplätze, davon zwei Siege:
| Datum            | Ort          | Land   | Disziplin |
| ---------------- | ------------ | ------ | --------- |
| 26. Februar 2004 | Big Mountain | USA    | Abfahrt   |
| 8. Dezember 2005 | Lake Louise  | Kanada | Abfahrt   |

### Juniorenweltmeisterschaften
- Maribor 2004: 6. Abfahrt, 53. Riesenslalom, 57. Super-G
- Bardonecchia 2005: 2. Abfahrt, 14. Super-G
- Québec 2006: 1. Abfahrt, 5. Super-G, 30. Slalom, 66. Riesenslalom

### Weitere Erfolge
- 1 Sieg im Europacup (Super-G am 25. Januar 2008 in Sarntal/Reinswald)
- 3 Siege in FIS-Rennen (2× Super-G, 1× Abfahrt)